# P209i
デジタル・ムーバ　P209i（デジタル・ムーバ　ピー にー まる きゅう アイ ハイパー）は、松下通信工業（現パナソニック モバイルコミュニケーションズ）製のNTTドコモの第二世代携帯電話(mova)端末である。

## 概要
iモードの爆発的なヒットにより、通話専用端末とされていたスタンダード機の20Xシリーズに209iシリーズからiモードが搭載された。
Pシリーズ伝統のコンパクトなストレート型ボディで、iモード端末としては、当時最軽量の60gであった。
7色バックライトのモノクロ4階調液晶で着信メロディは3和音。「モグラ叩きゲーム」を搭載していた。

## 歴史
- 2000年3月15日　テレコムエンジニアリングセンター(TELEC)による技術基準適合証明の工事設計認証（工事設計認証番号WZA0016）
- 2000年3月31日　電気通信端末機器審査協会による技術基準適合認定の設計認証（設計認証番号A00-0274JP、J00-0078）
- 2000年4月6日　 TELECによる技術基準適合証明の工事設計認証（工事設計認証番号WZA0017）
- 2000年6月13日　F209i、N209iとともにドコモから発表。
- 2000年6月20日　F209i、N209iとともに発売開始。
- 2012年3月31日　movaサービス終了により使用はこの日限りとなる。